# Sergio Barrientos
Sergio Barrientos Chavarriaga (* 28. Juni 1986 in Medellín) ist ein kolumbianischer Schachspieler.
Die kolumbianische Einzelmeisterschaft konnte er 2011 in Pereira gewinnen. Er spielte für Kolumbien bei sechs Schacholympiaden: 2004 bis 2012 und 2016. Außerdem nahm er an der panamerikanischen Mannschaftsmeisterschaft (2009) in Mendes teil.
Im Jahre 2006 wurde ihm der Titel Internationaler Meister (IM) verliehen. Der Großmeister-Titel (GM) wurde ihm 2008 verliehen.
| Hier fehlt eine Grafik, die leider im Moment aus technischen Gründen nicht angezeigt werden kann. Wir arbeiten daran! |